# Turistická značená trasa 8851
 Turistická značená trasa 8851 je žlutá značka v Západních Tatrách a na jejich rozhraní s Vysokými Tatrami na Slovensku určená pro pěší turistiku, která vede z Podbanského do Suchého sedla na Hlavním hřebeni Západních Tater na polsko-slovenské státní hranici pod Kasprovym vrchem. Od rozcestí "Pod Kravskou cestou" až po "Liptovský košiar" vede souběžně s turistickou trasou cyklotrasa 5859.

## Přístupnost
Přístup veřejnosti je možný po celý rok po rozcestí pod Tomanovou a pouze v letním období od 16. června do 31. října v celé trase.

## Popis trasy
| Vzdálenost km | Čas hod | Nadmořská výška | Místo                                                         | Souběžné trasy              | Navazující trasy                                       | Směr navazujících tras  |
| ------------- | ------- | --------------- | ------------------------------------------------------------- | --------------------------- | ------------------------------------------------------ | ----------------------- |
| 0,0           | 0:00    | 935             | Podbanské (parkoviště)                                        | 0930                        | 2901                                                   | ↑Pyšné sedlo            |
| 0,0           | 0:00    | 935             | Podbanské (parkoviště)                                        | 0930                        | 0680                                                   | ↓ústí Úzké doliny       |
| 0,05          | 0:01    | —               | Podbanské (II/537)                                            | 0930 II/537                 | II/537                                                 | ↓Pribylina              |
| 0,1           | 0:02    | —               | Podbanské (most přes Belou)                                   | 0930 II/537                 |                                                        |                         |
| 0,4           | 0:10    | 950             | Pod Kravskou cestou / Podbanské                               | II/537 cyklotrasa 5859 0930 | II/537 cyklotrasa 007                                  | ↑Tri studničky          |
| 0,4           | 0:10    | 950             | Pod Kravskou cestou / Podbanské                               | II/537 cyklotrasa 5859 0930 | 0930                                                   | ↑Tri studničky          |
| 2,2           | 0:40    | 983             | Tichá (hájovna) / Tichá - rázc.                               | cyklotrasa 5859             | 5802 cyklotrasa 2867                                   | ↑Rázcestie pod Grúnikom |
| —             | —       | 986             | most přes Kôprovský potok                                     | cyklotrasa 5859             | lesní cesta                                            | údolí Krížneho potoka   |
| —             | —       | 986             | most přes Krížny potok                                        | cyklotrasa 5859             | lesní cesta                                            | údolí Krížneho potoka   |
| —             | —       | 1 033           | most přes Kôprovnici                                          | cyklotrasa 5859             | lesní cesta                                            | údolí Kôprovnice        |
| —             | —       | 1 136           | most přes Španí vodu                                          | cyklotrasa 5859             |                                                        |                         |
| 10,3          | 2:45    | 1 165           | pod Tomanovou                                                 | cyklotrasa 5859 0931        | 0931                                                   | ↑Tomanovské sedlo       |
| —             | —       | 1 185           | most přes Magurský potok                                      | cyklotrasa 5859 0931        |                                                        |                         |
| 12,5          | 3:25    | 1 280           | Liptovský košiar / pod Kasprovym vrchem most přes Tichý potok | cyklotrasa 5859 0931        | 0931                                                   | ↑sedlo Závory           |
| 16,3          | 5:25    | 1 950           | Suché sedlo                                                   |                             | polská                                                 | ↑Kondratova kopa        |
| 16,3          | 5:25    | 1 950           | Suché sedlo                                                   | ↑Beskyd                     | polská                                                 |                         |
| 16,3          | 5:25    | 1 950           | Suché sedlo                                                   | polská                      | ↓Murowaniec                                            |                         |
| 16,3          | 5:25    | 1 950           | Suché sedlo                                                   | polská                      | ↑horní stanice lanovky a restaurace na Kasprovém vrchu |                         |